# Sofia Beggin
Sofia Beggin (Abano Terme, 12 oktober 1997) is een wielrenster uit Italië.
In 2014 reed Beggin op de Olympische Jeugdzomerspelen in Nanjing, China, samen met Chiara Teocchi naar een gouden medaille op het Combined Team-evenement.
In 2017 eindigde Beggin in de Strade Bianche op de twaalfde plaats, en startte ze in de Giro Rosa.